# Vani
Vani, jedan od dva glavna klana bogova u skandinavskoj mitologiji. Drugi klan su Asi. Vani se vežu uz plodnost, mudrost i predviđanje budućnosti, za razliku od Asa koji su ratnici. Vanii su dugo ratovali s Asiima, dok se oba klana nisu umorila od ratovanja. Odlučili su sklopiti mir i razmijeniti bogove kao zalog mira. Vani su Asima poslali Njorda i njegovu djecu, Freyra i Freyju, a Asi su Vanima poslali Henira i Mimira.

## Bogovi Vana
- Njord, bog mora, pomorstva, ribarstva, vjetra valova. Među Ase je došao razmjenom na kraju rata. Otac je Freyra i Freyje. Neko vrijeme bio je oženjen divicom Skadi. Živi u Noatunu.
- Freyr, bog sunca, plodnosti i obilja. Među Ase je došao razmjenom na kraju rata. Njordov je sin i brat božice Freyje. Od bogova je na poklon dobio zemlju svijetlih vilenjaka Alfheim. Jaše na Gullinburstiju, vepru kojeg su načinili patuljci Sinovi Ivaldija. Patuljak Eitri mu je načinio brod Skidbladnir, koji je dovoljno velik da svi bogovi mogu ploviti na njemu zajedno s oružjem, čim razvije jedra nalazi povoljan vjetar i uvijek dođe na odredište, a kad nije potreban na moru, može se složiti poput maramice i staviti u džep. Imao je i čarobni mač koji se sam bori protiv divova, ali ga se odrekao zbog ljubavi prema divici Gerd. Zato će ga u Ragnaroku ubiti vatreni div Surt.
- Heimdall, čuvar Bifrosta, Duginog mosta koji spaja Asgard i Midgard. Također ga zovu i "bijeli bog". Sin je devet majki koje su jedna drugoj sestre. Ima nevjerojatan vid i sluh - podjednako vidi i noću i danju i to na daljinu od 100 milja, i može čuti kako raste trava. Označit će početak Ragnaroka pušući u svoj rog Gyallarhorn. U Ragnaroku borit će se s Lokijem, ali niti jedan neće preživjeti borbu. Vjerojatno nije iz roda Vana, ali u knjizi J. Harris "The Gospel of Loki" predstavljen je kao jedan od njih.

## Božice Vana
- Frigg, božica ljubavi, braka, plodnosti i majčinstva. Odinova je žena i glavna među božicama. Njezin sin je Baldr. Može predvidjeti budućnost, ali je nikome ne otkriva. Jedino je njoj dopušteno sjesti na Odinovo prijestolje i promatrati svijet. Čini se da je Njordova polusestra po majci Nott. Dom joj je Fensalir u Asgardu. Njezino ime znači „voljena“.
- Freyja, božica želja, ljepote i ljubavi. Njordova je kćer i Freyeva sestra. Posjedovala je kočiju koju su vukle velike mačke, magićni plašt uz pomoć kojeg je mogla letjeti te zlatnu ogrlicu za koju da bi je dobila trebala spavati s četiri Ivaldijeva sina, patuljaka. Freyja je bila vrlo manipulativna te je spavala s mnogim bogovima uključujući sa svojim bratom Freyom. Njezino ime znači "žena".
- Gullveig Heid, vješta čarobnica i božica zlata. Ase je naučila magiju runa koju su Vani već odprije znali. Bila je tri puta ubijena i tri puta nanovo rođena.
- Sigyn, Lokijeva žena i majka njegova dva sina. Pomagala je mužu kada je on trpio muke zatočen ispod otrovne zmije. Vjerojatno je iz roda Vana jer je prije braka s Lokijem bila Freyjina spremačica, koja je glavna božica Vana.

## Vanjske poveznice
- Pantheon.org[neaktivna poveznica]
- viking-mythology.com
- timelessmyths.com  Arhivirana inačica izvorne stranice od 3. ožujka 2018. (Wayback Machine)
- Philip Wilkinson, Mitovi i legende, slikovni vodič kroz njihovo podrijetlo i značenje.Profil. ISBN 978-953-313-094-1.
- Joanne Harris, The Gospel of Loki